# Anatomía de un Dandy
Anatomía de un Dandy es una película documental española (2020) codirigida por Charlie Arnaiz y Alberto Ortega, sobre la vida del escritor madrileño Francisco Umbral.

## Sinopsis
Anatomía de un Dandy cuenta la vida de Francisco Umbral con una estructura narrativa hilvanada por los títulos de los capítulos de algunos de sus libros, con la voz de Aitana Sánchez-Gijón. Un resumen biográfico que utiliza documentos de archivo, de su casa de Majadahonda, de televisión, de radio, de periódicos, recuerdos de amigos, compañeros de trabajo y de su mujer María España Suárez Garrido, entre otros. Se presentó en la Semana Internacional de Cine de Valladolid (SEMINCI) el 26 de octubre de 2020.

## Historia
El Festival de cine de Valladolid (SEMINCI) en su edición 65.ª del año 2020 presentó el documental Anatomía de un Dandy como un homenaje al escritor, Francisco Umbral, que vivió en esta ciudad castellana. Tras 3 años de trabajo e investigación de los dos directores, Charlie Arnaiz y Alberto Ortega, presentan los descubrimientos hallados sobre la vida personal del escritor con la secuencia de material inédito encontrado, junto a otros documentos conocidos, después de un trabajo de selección, estructura y montaje para contar quién fue Francisco Alejandro Pérez Martínez, oculto bajo el seudónimo y nombre público de Francisco Umbral. Las investigaciones sobre el padre desconocido de Francisco Umbral, nombre del autor que esconde al nombre oficial, Francisco Alejandro Pérez Martínez, con los dos apellidos de su madre. La relación corta e intensa con su madre subyace latente en toda la cinta. También la muerte de su hijo Pincho, en el año 1974 con tan sólo seis años, permanece de forma subliminal en la vida de un Umbral y en el recorrido narrativo de toda la historia visual. Los apoyos recibidos de su paisano Miguel Delibes cuando se traslada a Madrid en 1961, la emoción de su primera visita al Café Gijón, el primer encuentro con Camilo José Cela que también verá en Umbral la semilla del buen escritor.
La descripción del personaje, Umbral, se realiza con documentos de archivos públicos conocidos, como sus intervenciones en múltiples programas de televisión, entrevistas en radios, sus columnas periodísticas en El País y El Mundo, sus libros, junto a los documentos de archivo privado de su casa de Majadahonda, La Dacha, grabaciones y fotografías con su mujer, María España Suárez Garrido y su hijo Pincho, Francisco Pérez Suárez. El orden narrativo se apoya en los títulos de capítulos de algunos de sus libros, una selección que busca a la persona tras la ficción de sus libros y sus apariciones públicas.
Con el trabajo de "arqueología visual" realizado por los directores, podemos volver a ver a Umbral en el programa de RTVE cuando dijo su célebre frase 《He venido aquí a hablar de mi libro》. Mercedes Milá, José María Íñigo, Jesús Hermida, entre los periodistas que le entrevistaron. Raúl del Pozo, Juan Cruz (periodista), Manuel Jabois, Pedro J. Ramírez, Ángel Antonio Herrera, Antonio Lucas, David Gistau, Victoria Vera, Ramoncín, algunas de las personas que cuentan sus vivencias personales con Umbral. Además, realizaron un trabajo de selección dado el gran número de escritos que Umbral ha dejado tras su muerte en 2007, alrededor de 200 novelas y 10.000 artículos publicados en diferentes medios.
El título del documental se toma como un juego entre la imagen que Umbral representaba y el título de uno de sus ensayos "Larra, anatomía de un dandy". El contenido es un recorrido por la historia de la literatura española a través de sus mentores y apreciados Miguel Delibes, Camilo José Cela o José Hierro, y de la sociedad española de los años de la Movida Madrileña. Además, y sobre todo, una aproximación a la cara oculta de un personaje público mediático, Francisco Umbral.

## Ficha técnica
- Dirección: Charlie Arnaiz, Alberto Ortega
- Guion: Óscar García Blesa, Emilio González, Álvaro Giménez Sarmiento
- Fotografía: Luis Ángel Pérez
- Reparto: Documental (Voz: Aitana Sánchez-Gijón. intervenciones de: Francisco Umbral, María España Suárez, Raúl del Pozo, Juan Cruz (periodista), Manuel Jabois, Pedro J. Ramírez, Ángel Antonio Herrera, Antonio Lucas, David Gistau, Victoria Vera, Ramoncín)
- Productora: Por amor al arte Producciones S.L, Malvalanda, Dadá Films & Entertainment, Televisión Española (TVE)
- Productora ejecutiva: María del Puy Alvarado
- Rodajes: Madrid y Castilla y León
- Duración: 90 min.
- País: España